# Monitoring powietrza atmosferycznego

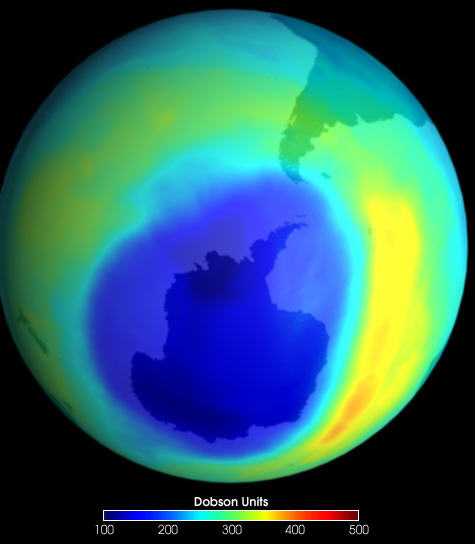
Wyniki globalnego monitoringu stężenia ozonu w atmosferze

Wyniki monitoringu stężenia CO_{2} na Mauna Loa

Wyniki jednodniowego monitoringu jakości powietrza, prowadzonego przez EPA USA

Monitoring powietrza atmosferycznego – monitoring, pozwalający uzyskać dane o stężeniach składników powietrza (np. ozon, CO2) – w tym zanieczyszczeń – na określonym obszarze (skala lokalna, regionalna, krajowa, globalna). W przypadku zanieczyszczenia powietrza bierze się pod uwagę wzajemnie uzupełniające się wyniki kontroli emisji (ilości zanieczyszczeń wprowadzanych do atmosfery) i imisji (aktualne stężenia zanieczyszczeń).
Regularne pomiary emisji pozwalają obliczać stężenia zanieczyszczeń w otoczeniu instalacji metodami modelowania rozprzestrzeniania się (zob. np. modelowanie dyspersji odorantów).
Monitoring powietrza atmosferycznego jest prowadzony za pomocą globalnej, krajowej, regionalnej i lokalnej sieci stacji pomiarowych oraz w laboratoriach mobilnych, w tym satelitarnych (metody teledetekcji).
Rutynowe naziemne pomiary aktualnego stężenia zanieczyszczeń powietrza atmosferycznego (imisja) przeprowadza się 1,5 metra nad ziemią lub 1,5 metra powyżej górnej linii zabudowania. Ich celem jest:
- rejestracja danych o wielkości stężeń zanieczyszczeń powietrza, które są podstawą długotrwałych działań prowadzących do zmniejszenia stopnia zanieczyszczenia atmosfery lub do zapobiegania wzrostowi ponad poziom dopuszczalny[a] (określanie tła zanieczyszczeń dla nowych instalacji),
- bieżąca kontrola stopnia zanieczyszczenia powietrza oraz sygnalizowanie zagrożeń w wypadku wystąpienia stężeń przekraczających wartości dopuszczalne.

Celem monitoringu jakości powietrza jest uzyskanie danych o poziomach substancji w powietrzu w odniesieniu do przyjętych standardów jakości powietrza dla wszystkich stref w kraju.
Sieć krajowa w Polsce składa się z 81 wyspecjalizowanych stacji pomiarowych, gdzie prowadzi się codzienne pomiary całodobowe podstawowych zanieczyszczeń (CO, CO2, SOx, NOx, HCl, aerozole atmosferyczne, PM10, PM2,5). Sieć regionalna i lokalna w Polsce obejmuje 390 stacji zlokalizowanych w miastach > 20 tys. ludności oraz dodatkowo 60 stacji jest ulokowanych w uzdrowiskach. Pomiary są prowadzone przez Państwowy Monitoring Środowiska (PMŚ) w GIOŚ we współpracy z innymi jednostkami organizacyjnymi podlegającymi Ministerstwu Środowiska oraz z jednostkami podległymi Ministerstwu Zdrowia (m.in. Państwowa Inspekcja Sanitarna, Centralny Instytut Ochrony Pracy).
Listę stacji, zakres ich pomiarów oraz zakres badań uzupełniających ustala Wojewódzki Inspektorat Ochrony Środowiska opierając się na tzw. ocenie wstępnej w strefach wykonywanej raz na 5 lat lub częściej.
Oceny jakości powietrza prowadzone są:
- metodami aspiracyjnymi: automatycznymi i manualnymi,
- metodami pasywnymi: pomiary wskaźnikowe które nie stanowią podstawy do oceny.

Kryteria lokalizacji punktów pomiarowych:
- ochrona zdrowia i ludzi,
- oddziaływanie transportu,
- ochronę roślin,

Lokalizację punktów pomiarowych określa Rozporządzenie Ministra Środowiska dotyczące oceny poziomów substancji w powietrzu. 